# Cleora (Oklahoma)
Cleora es un lugar designado por el censo ubicado en el condado de Delaware  en el estado estadounidense de Oklahoma. En el año 2010 tenía una población de 	1463 habitantes y una densidad poblacional de 46,44  personas por km².

## Geografía
Cleora se encuentra ubicado en las coordenadas 36°35′42.1″N 94°56′34.39″O / 36.595028, -94.9428861 (36.595027° -94.942887°). Según la Oficina del Censo de los Estados Unidos, Cleora tiene una superficie total de 12,173 mi² (31,5 km²), de la cual 11,852 mi² (30,7 km²) corresponden a tierra firme y 0,321 mi² (0,8 km²) es agua.

## Demografía
Según la Oficina del Censo en 2000 los ingresos medios por hogar en la localidad eran de $35,368 y los ingresos medios por familia eran $42,411. Los hombres tenían unos ingresos medios de $37,411 frente a los $26,184 para las mujeres. La renta per cápita para la localidad era de $29,245. Alrededor del 9.0% de la población estaban por debajo del umbral de pobreza.